# Dolichopus domesticus
Dolichopus domesticus är en tvåvingeart som beskrevs av Van Duzee 1921. Dolichopus domesticus ingår i släktet Dolichopus och familjen styltflugor. Inga underarter finns listade i Catalogue of Life.